# Chorreones
Chorreones es un núcleo de población español del municipio de Yeste, perteneciente a la provincia de Albacete, en la comunidad autónoma de Castilla-La Mancha.

## Historia
Hacia mediados del siglo XIX, el lugar ya pertenecía a Yeste. Aparece descrito en el séptimo volumen del Diccionario geográfico-estadístico-histórico de España y sus posesiones de Ultramar de Pascual Madoz con las siguientes palabras:

CHORREONES: cortijo en la prov. de Albacete, part. jud. y térm. jurisd. de Yeste.
(Madoz, 1847, p. 343)

En 2022, tenía empadronado un único habitante.